# 423 Diotima
A 423 Diotima (ideiglenes jelöléssel 1896 DB) a Naprendszer kisbolygóövében található aszteroida. Auguste Charlois fedezte fel 1896. december 7-én.